# Přípojný vůz

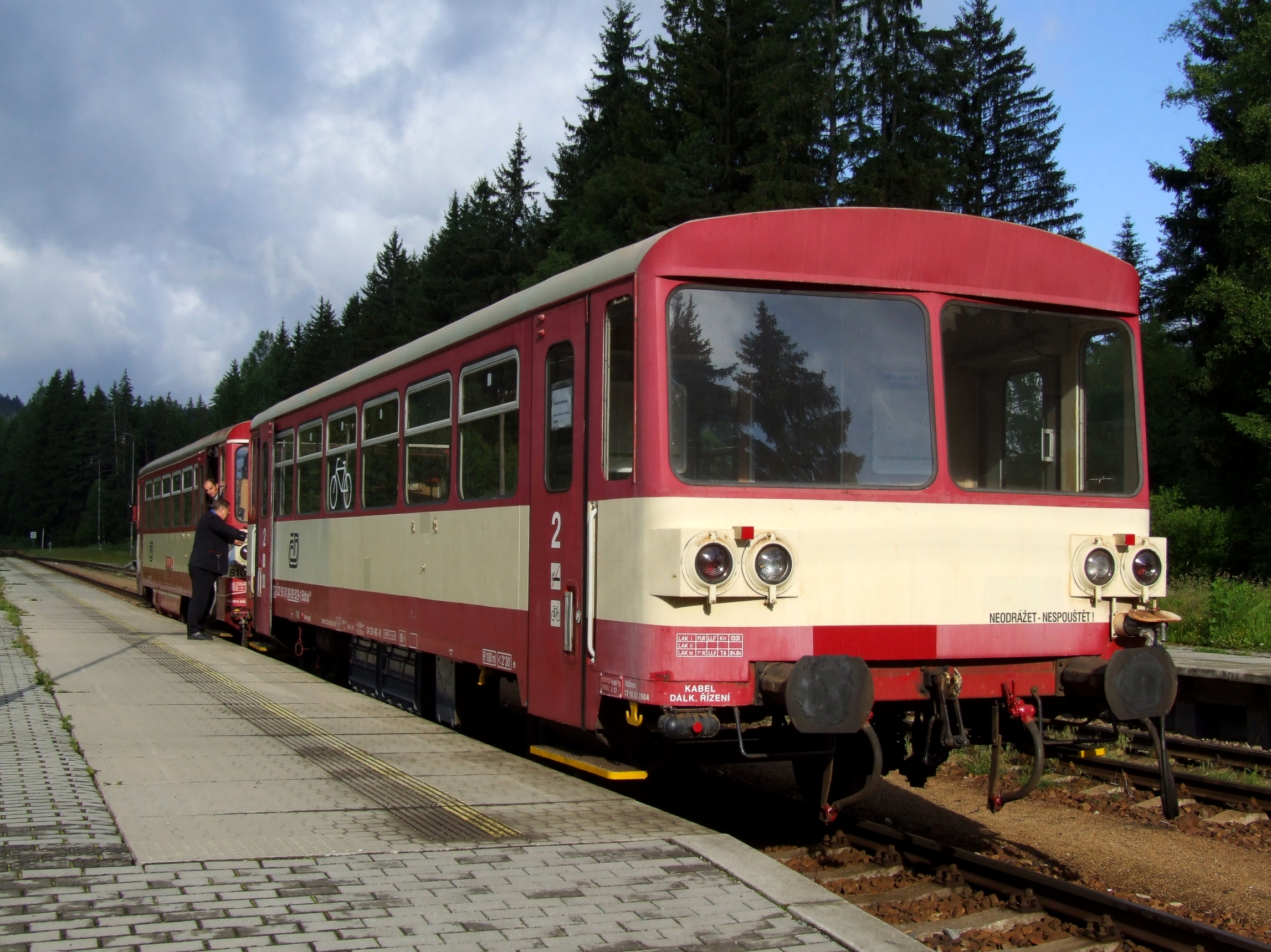
Přípojný vůz s motorovým vozem řady 810 ve stanici Černý Kříž roku 2011

Přípojný vůz (někdy rovněž označovaný jako přívěsný vůz) je železniční osobní vůz určený k přepravě cestujících, zavazadel či jízdních kol připojovaný za hnací vozy (hnací vůz je hnací vozidlo, které je vnitřně uspořádané pro přepravu osob nebo nákladu, popřípadě obou současně, typickým zástupcem jsou motorové vozy).

## Přípojné vozy v Česku
Nejrozšířenějším českým přípojným vozem je vůz řady Btax780 určený k provozu s motorovými vozy řady 810.

## Fotogalerie

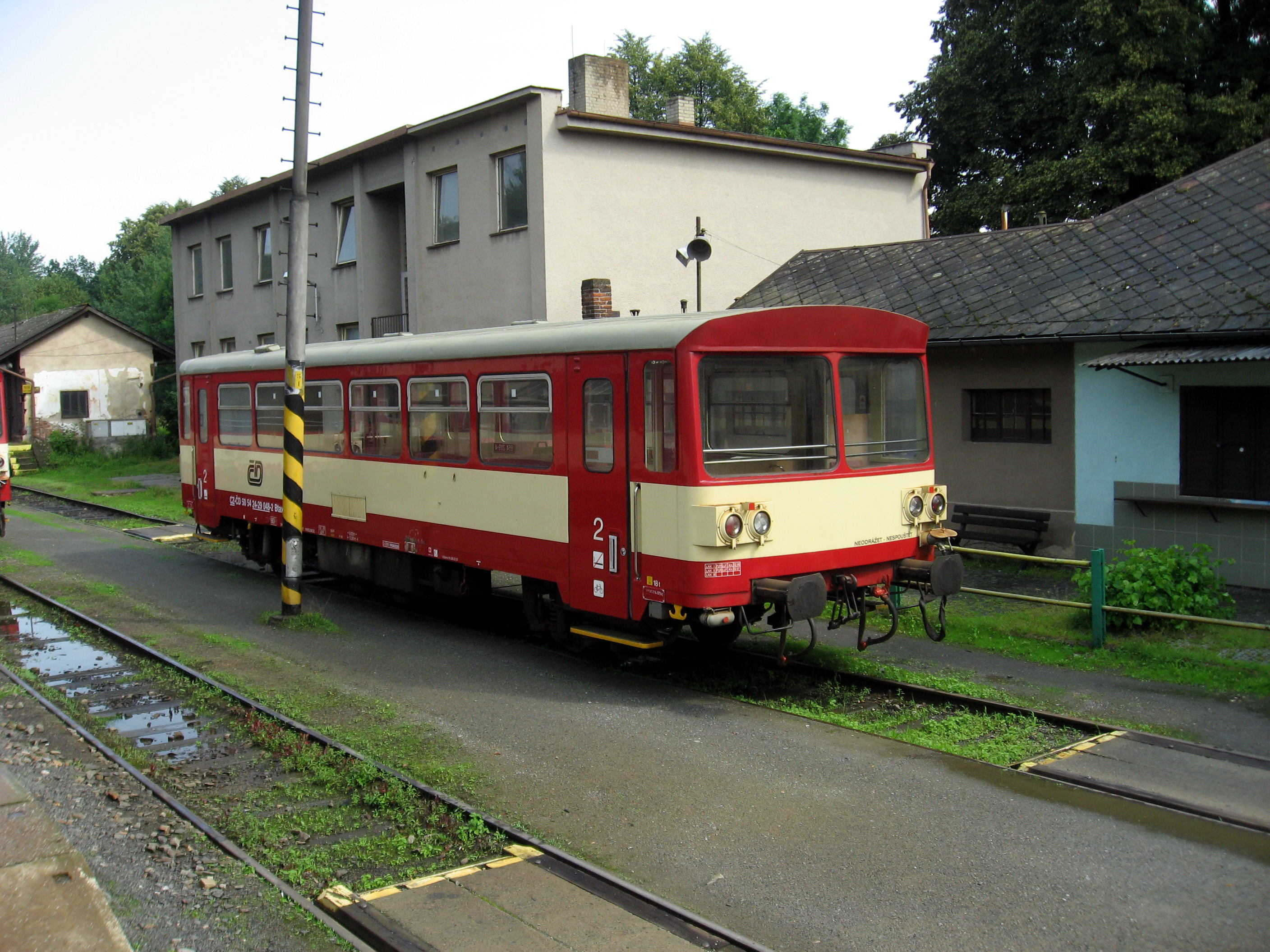
Přípojný vůz Btax780 ČD ve Žďárci u Skutče v roce 2009
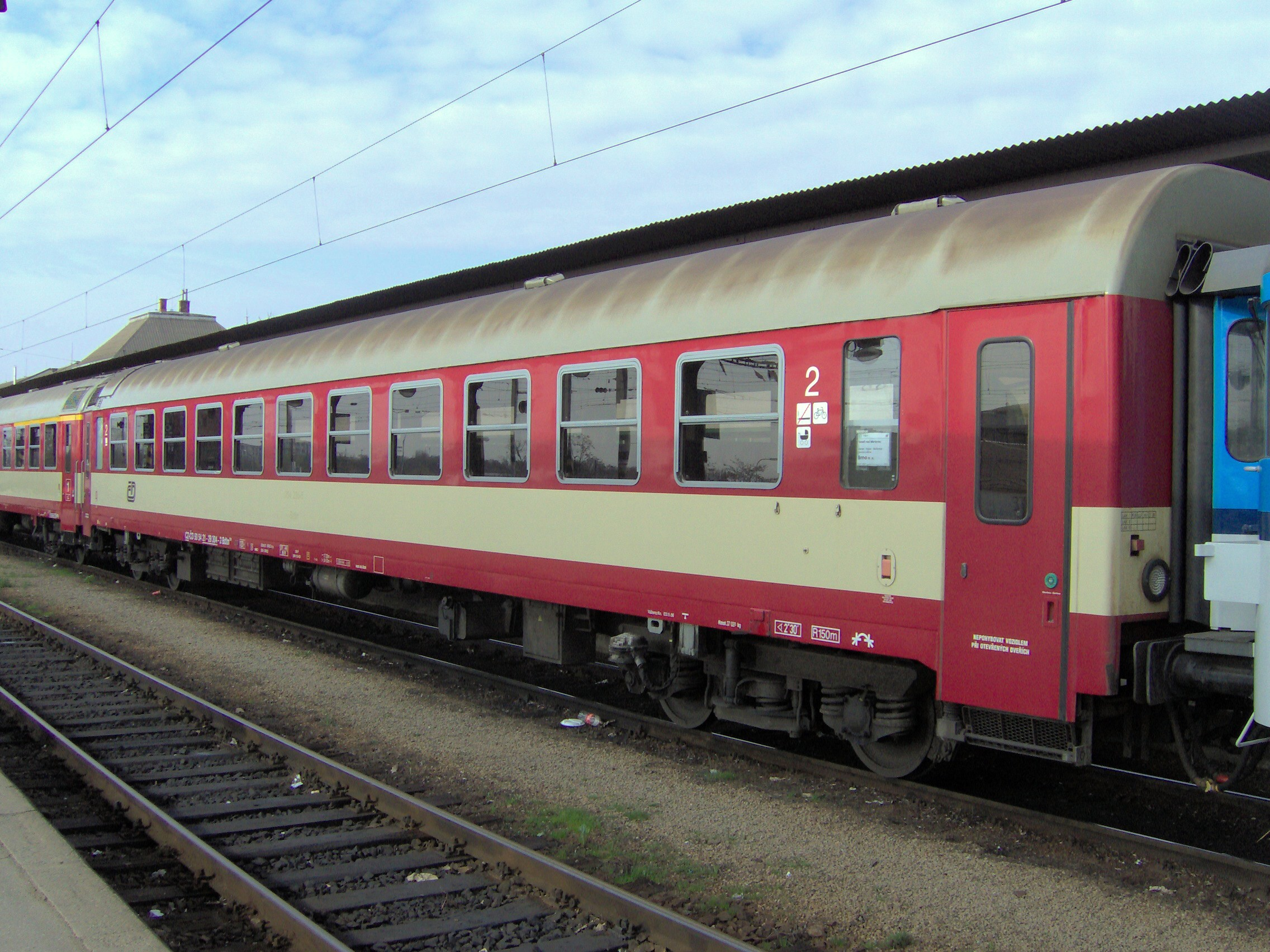
Vůz Bdtn756 ČD ve vlakové soupravě na hlavním nádraží v Brně roku 2010
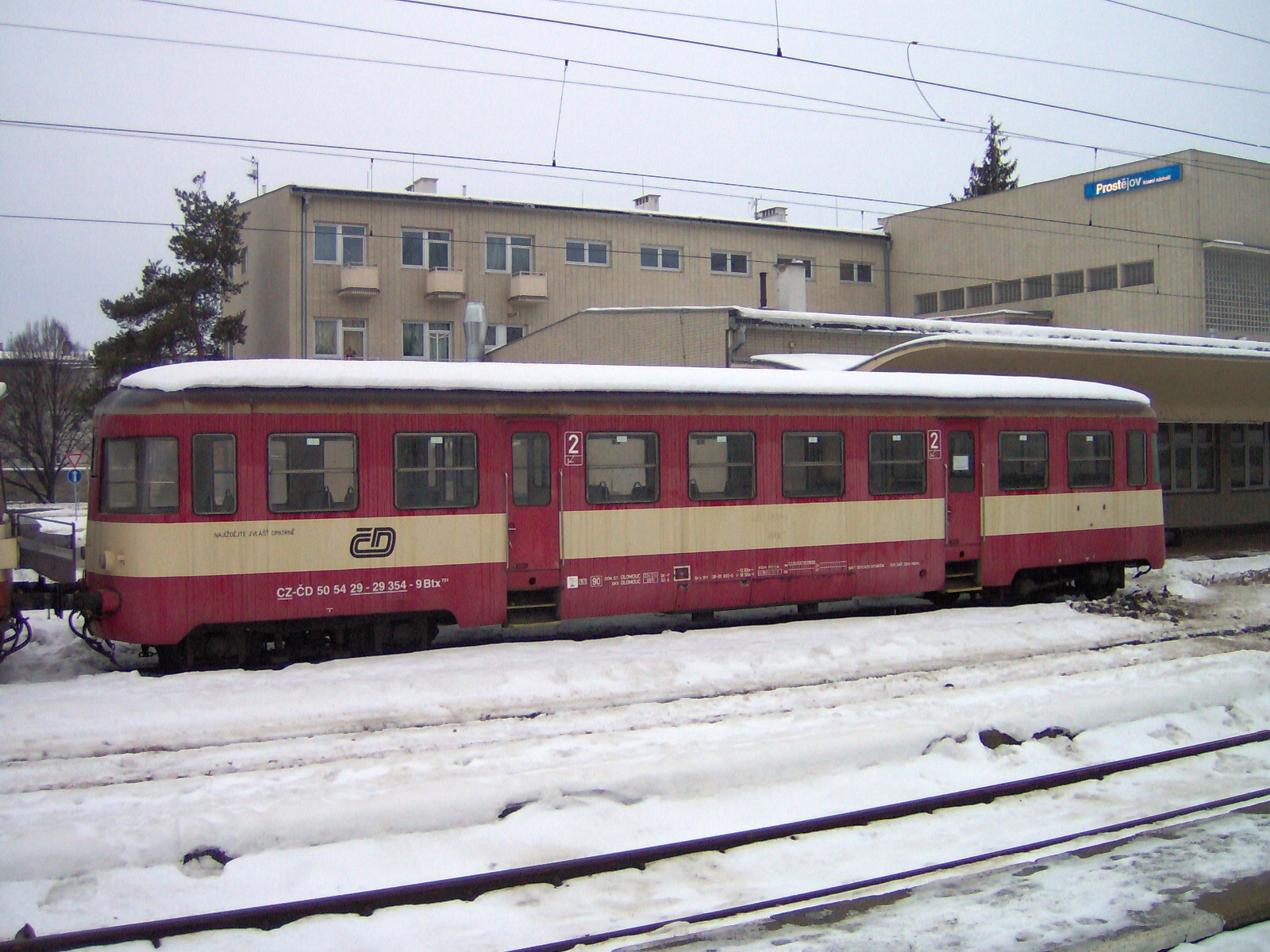
Vůz Btx761 ČD ve stanici Prostějov hlavní nádraží v únoru 2010
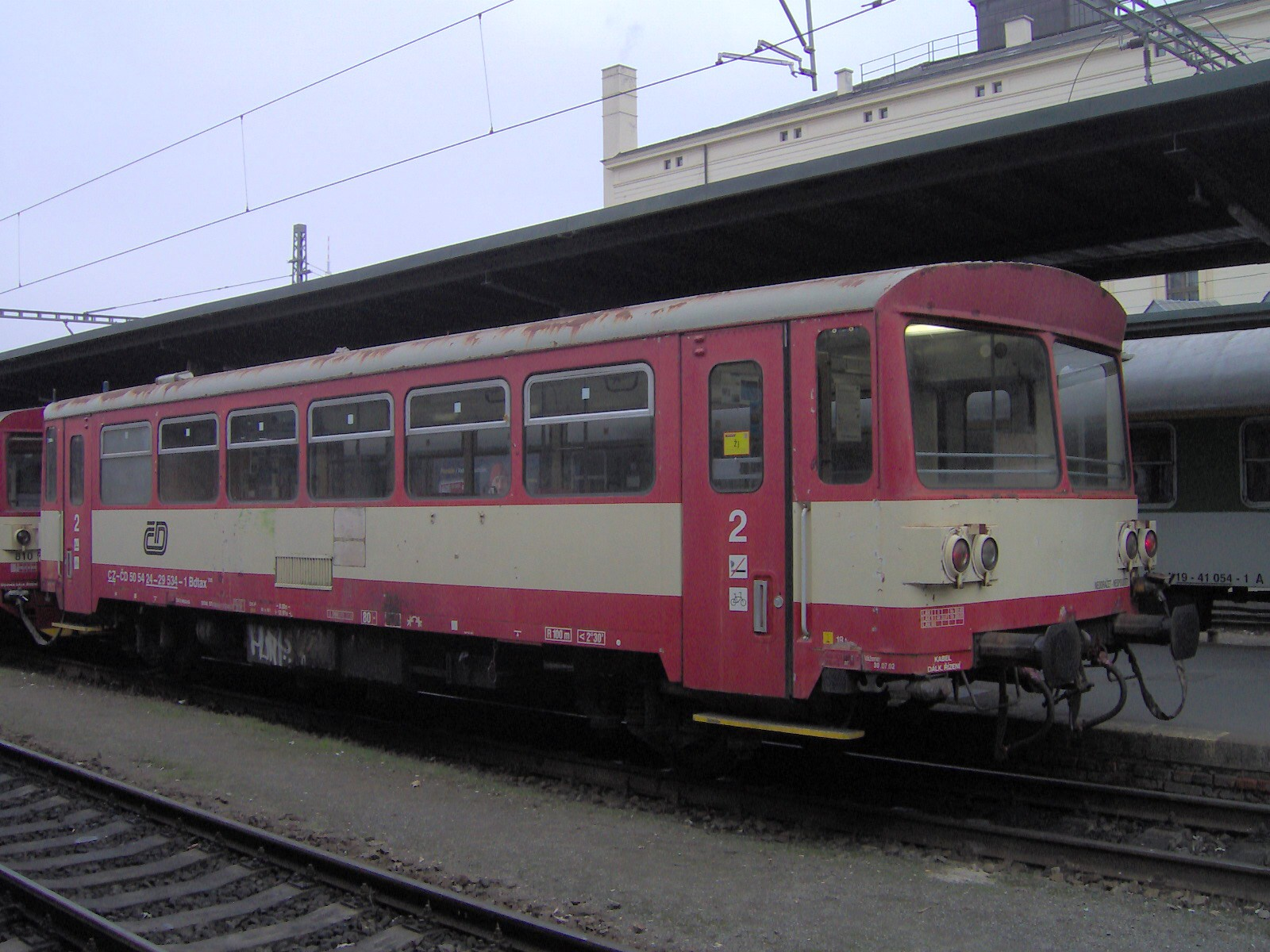
Vůz Bdtax785 ČD na Masarykově nádráží v Praze v roce 2009
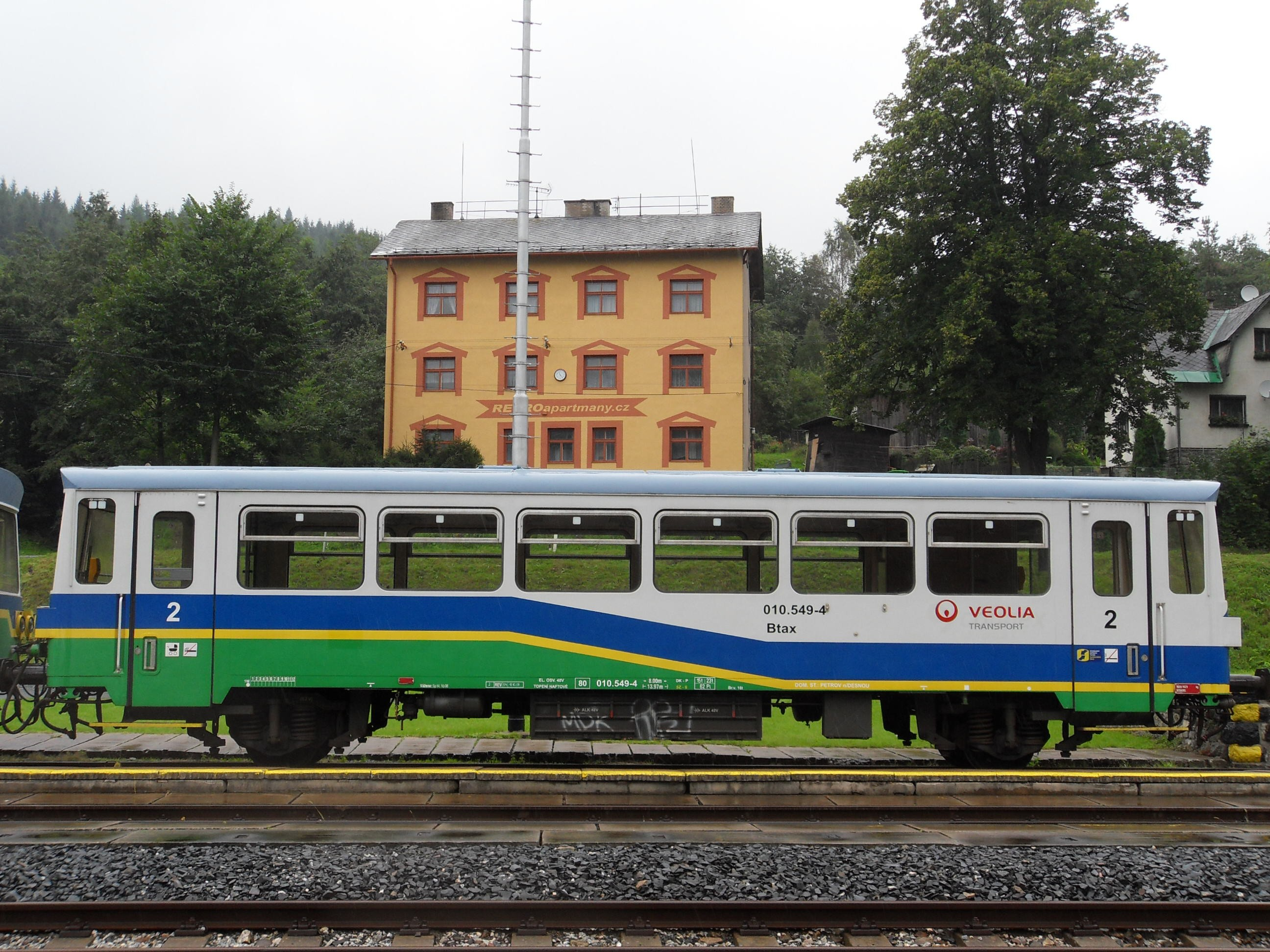
Vůz Btax780 společnosti Veolia Transport na Železnici Desná (konkrétně nádraží Kouty nad Desnou), rok 2010
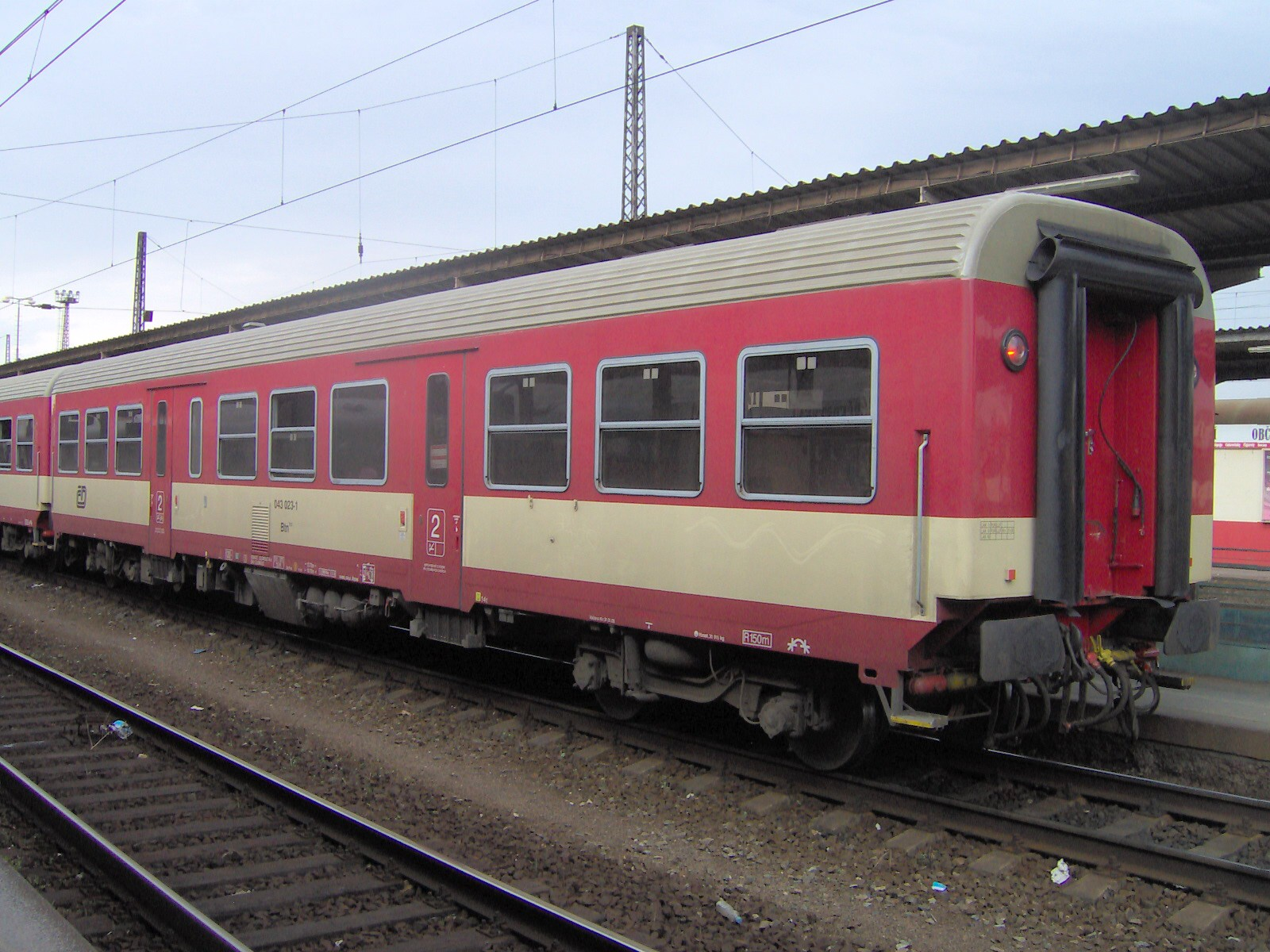
Vůz Btn753 ČD na konci soupravy ve stanici Olomouc hlavní nádraží v roce 2009
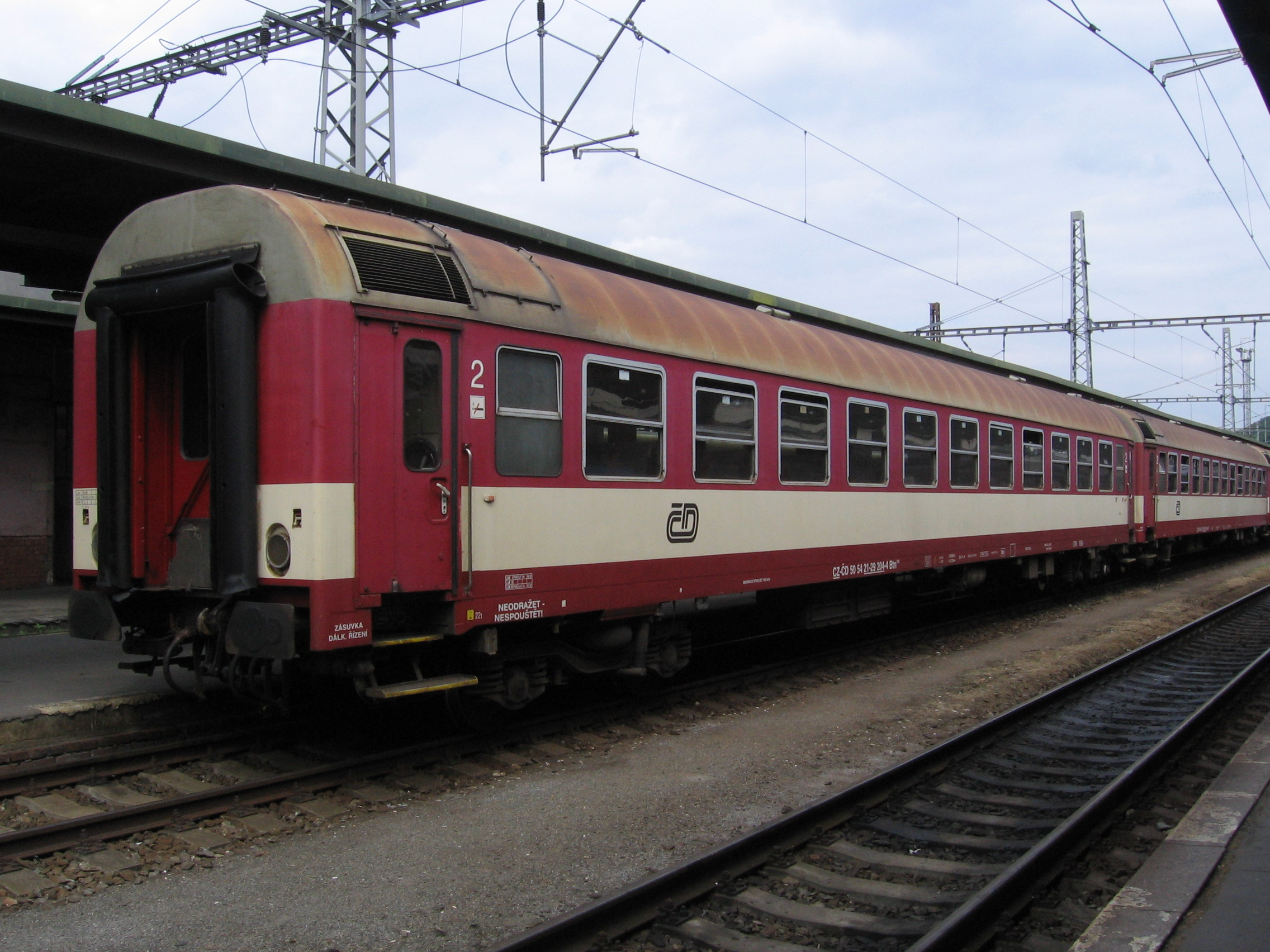
Vůz Btn752 ČD na pražském Masarykově nádraží v roce 2015